# Missaal

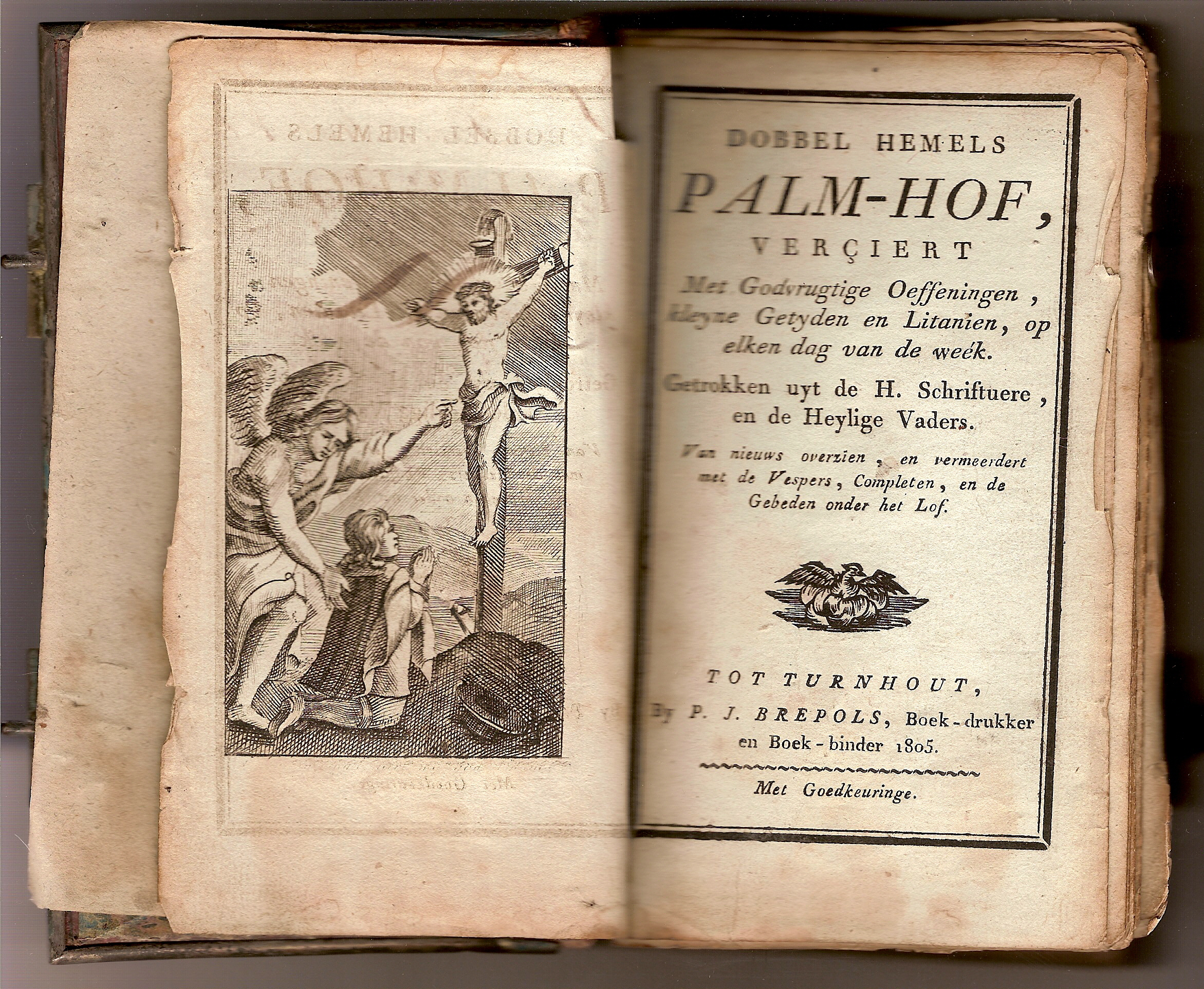
Titelpagina en frontispice van Dobbel Hemels Palm-hof uit 1805. Origineel 15,5 x 9 cm

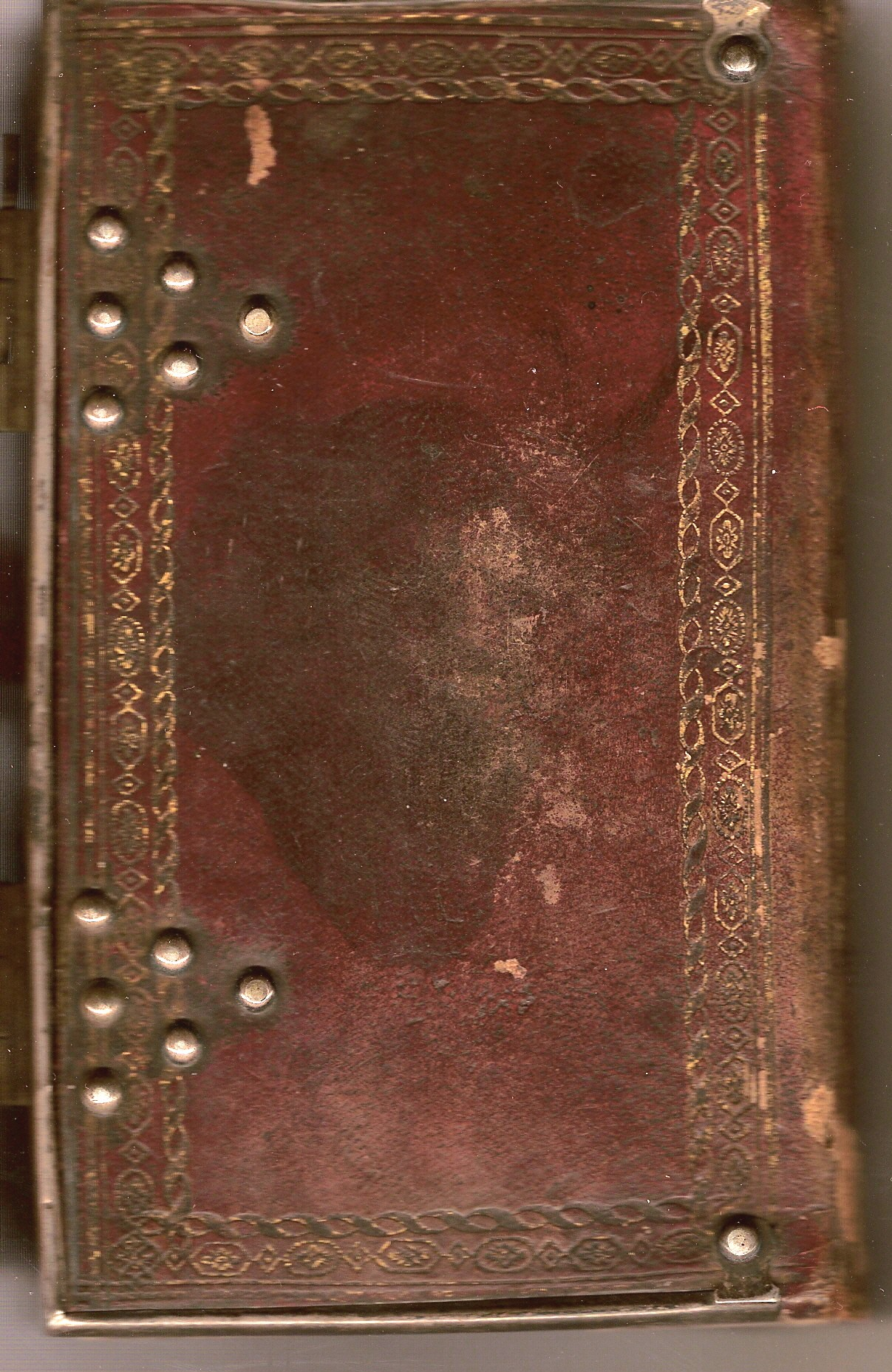
Band met zilverbeslag van een volksmissaal: Dobbel Hemels Palm-hof uit 1805

Een missaal of misboek is het boek waarin de liturgische gebeden voor de rooms-katholieke mis staan opgetekend. Er wordt onderscheiden tussen het grote altaarmissaal en het handzame volksmissaal.

## Altaarmissaal
Het altaarmissaal wordt door de priester-celebrant van de viering gebruikt. Dit altaarmissaal bevindt zich gedurende de mis op het altaar. De priester leest uit dit boekwerk de bij de dag behorende gebeden en/of zangverzen voor, alsook de lezingen van de Mis van de betreffende dag. De grote oude altaarmissaals waren vóór 1968 in de meeste rooms-katholieke kerken in het Latijn vervat en hadden een groot lettertype. Het missaal wisselt tijdens de mis volgens de Tridentijnse ritus geregeld van plaats (epistelzijde/rechterkant naar evangeliezijde/linkerkant).
De thans gebruikelijke altaarmissaals zijn vervat in het Latijn of de volkstaal en hebben een relatief klein lettertype en kleine omvang. In de instructie Liturgiam Authenticam uit 2001 werd aan de bisschoppenconferenties gevraagd om de bestaande vertalingen van het missaal in de volkstaal te herzien en te verbeteren. Voor Nederland en Vlaanderen richtte de Congregatie voor de Goddelijke Eredienst en de Regeling van de Sacramenten hiertoe op 4 juni 2009 de Bisschoppelijke Commissie voor de vertaling van liturgische teksten in de Nederlandse taal op. Hierbij zal ook rekening moeten gehouden worden met de vraag van de Congregatie voor de Goddelijke Eredienst en de Regeling van de Sacramenten om de consecratiewoorden Hic est enim calix sanguinis mei, novi et aeterni Testamenti (mysterium Fidei) qui pro vobis et pro multis effundetur in remissionem peccatorum uiterlijk tegen oktober 2008 juist te vertalen. Vlaanderen is in de commissie vertegenwoordigd door Mgr. De Kesel en Mgr. Bonny, Nederland door Mgr. Hurkmans en Mgr. van den Hende. In 2018 is het resultaat van hun werk nog steeds niet gekend.

## Volksmissaal
Voordat in grote delen van de Katholieke Kerk vanaf 1965-1968 de Mis volgens de Tridentijnse ritus plaatsmaakte voor een nieuwe liturgie (Novus Ordo Missae) die vrijwel overal in de volkstaal gevierd wordt, gebruikten de meeste gelovigen een volksmissaal, dat ook wel handmissaal genoemd wordt of eenvoudigweg missaaltje. Dit misboek voor de leken-gelovigen die de Mis meevieren is klein en gemakkelijk mee te nemen. Het bevat de vertaling van de Latijnse misgebeden naar de betreffende volkstaal, zodat iedere gelovige de gebeden en Bijbelteksten zelf kan meebidden en begrijpen. De uitgave van deze volksmissaals werd veelal verzorgd door de liturgische apostolaten van verschillende kloosters. Vooral de Benedictijnen en Norbertijnen waren actief bij de verspreiding van de volksmissaals.
Het Gemeenschapsmissaal voor Zon- en Feestdagen volgens het momenteel in voege zijnde Romeins Missaal van 1970 werd voor Vlaanderen in 1973 uitgegeven bij Brepols en werd verzorgd door de Benedictijnen van de Sint-Andriesabdij en de Norbertijnen van de abdijen van Averbode, Postel en Tongerlo.
In Nederland en Vlaanderen is het gebruik van het volksmissaal thans sterk verminderd. Deze tendens wordt mede veroorzaakt door het feit dat vele priesters nog steeds ongeoorloofde gebeden en Bijbelse vertalingen gebruiken, waardoor ze het missaal de facto onbruikbaar maken. Zelfs het altaarmissaal is vaak afwezig, of in ieder geval minder prominent aanwezig op het altaar, of is soms, zoals in de Abdij van Grimbergen, zelfs vervangen door een kaft met teksten van eigen makelij. Kerken en kapellen waar men de mis volgens de Tridentijnse ritus opdraagt, vormen hierop een uitzondering.
In Nederland wordt sinds 1979 door de Vereniging voor Latijnse Liturgie zowel een Romeins missaal voor de zon- en feestdagen als voor de weekdagen uitgegeven. Op de website van de Vereniging voor Latijnse Liturgie vindt men tevens een lijst van kerken waar Latijnse missen worden opgedragen.

## Externe links

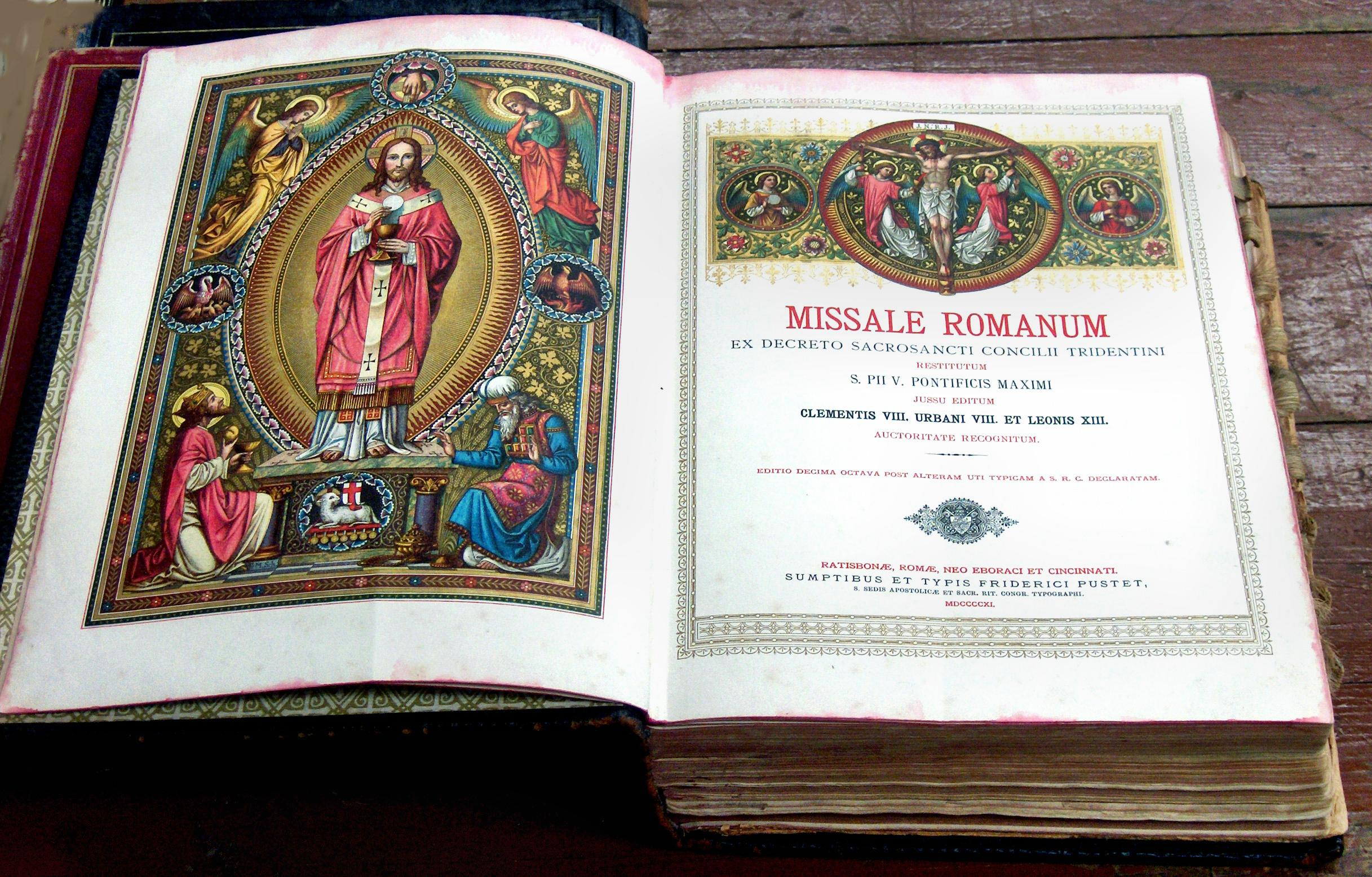
Missale Romanum, 1915